# Anseropoda grandis
Anseropoda grandis är en sjöstjärneart som beskrevs av Ole Theodor Jensen Mortensen 1933. Anseropoda grandis ingår i släktet Anseropoda och familjen Asterinidae. Inga underarter finns listade i Catalogue of Life.